# لیزا مارکوس
لیزا مارکوس (به انگلیسی: Lisa Marcos) (زاده ۱۵ اکتبر ۱۹۸۲) بازیگر کانادایی است.
از فیلم‌های معروف او می‌توان به بازی در فیلم روز مادر اشاره کرد.